# Tweestipviltvlieg
De tweestipviltvlieg (Thereva unica) is een vliegensoort uit de familie van de viltvliegen (Therevidae). De wetenschappelijke naam van de soort is voor het eerst geldig gepubliceerd in 1780 door Harris.